# 미지왕
미지왕(영어: Ambiguous Man)은 1996년 개봉한 대한민국의 영화이다.

## 줄거리
희대의 바람둥이 왕창한과 열살 연상의 재벌 외동딸 엄청난의 결혼식날. 조촐히 치르기로 합의한 결혼식에 양가 친척 60여 명이 모이고 신랑의 입장을 기다리는 순간 왕창한이 나타나지 않는다. 갑자기 사라져버린 신랑 때문에 결혼식장은 술렁이게 되고 마침 하객으로 온 두 경찰과 가족의 협조로 신랑을 찾기 위한 긴급 수사본부가 설치되면서 신랑 주변인물들이 차례로 불려온다. 첫번째 증인 신부 엄청난부터 시작해 왕창한의 부친, 신랑의 친구인 나도해, 설소희, 또 다른 친구 봉기성 등등이 차례로 출두하는데 갑자기 신랑의 첫사랑 견풍미가 증인으로 나타난다. 식장은 점입가경으로 식객들은 술에 취해 난리 굿판이 벌어지고, 경찰은 실마리가 보이지 않자 철수를 준비하는데, 마지막 증인이 나타난다. 결혼식 전날밤 첫사랑의 추억이 깃든 장소에서 밤을 함께 했다는 정주라가 나선다. 어른들이 광란의 시간을 보내는 동안 식장 밖에서 놀던 아이들이 왕창한을 발견한다.

## 출연

### 주연
- 조상기
- 김현희
- 임지선
- 정상인

### 조연
- 문소연
- 김홍재
- 정남렬
- 김현
- 원종선

## 기타
- 제작상무: 전융행
- 제작부장: 김성룡
- 제작부: 이희원
- 제작부: 최재호
- 조명: 이민부
- 연출부: 김진호
- 연출부: 조중만
- 연출부: 이승원
- 연출부: 장기석
- 조감독: 이택용
- 동시녹음: 양후보
- 음향: 이성근
- 음향: 양대호
- 음향: 소원종
- 미술: 김유준
- 미술: 김계준
- 소품: 김호길
- 분장: 박윤아
- 의상: 천은정
- 의상: 이윤지
- 효과: 황진수